# Ibn Baqi
Ibn Baqi o Abu Bakr Yahya Ibn Muhammad Ibn Abd al-Rahman Ibn Baqi (muerto en 1145 o 1150) fue un poeta andalusí de Córdoba o Toledo. 
Ibn Baqi es uno de los poetas estróficos y compositor del periodo almorávide (1091-1145). Vivió entre Marruecos y Al-Ándalus y escribió varios poemas panegíricos sobre los miembros de una notable familia norteafricana. Es especialmente famoso por sus muwashshahat.
En la antología de Al-Maqqari se encuentra un número considerable de sus poemas.